# M82 X-1
M82 X-1是位於星系M82中的超亮X射線源。它是一個中等質量黑洞的候選者，精確的質量估計在100到1000太陽質量之間。它是已知最亮的超視距X星之一，其亮度超過了恒星質量天體的愛丁頓極限。

## 外部連結
- Dying Star Reveals More Evidence for New Kind of Black Hole （页面存档备份，存于）
- A medium-sized black hole? （页面存档备份，存于）